# Ambassis natalensis
Ambassis natalensis är en fiskart som beskrevs av John Dow Fisher Gilchrist och Thompson, 1908. Ambassis natalensis ingår i släktet Ambassis och familjen Ambassidae. Inga underarter finns listade i Catalogue of Life.